# آندره سیتروئن

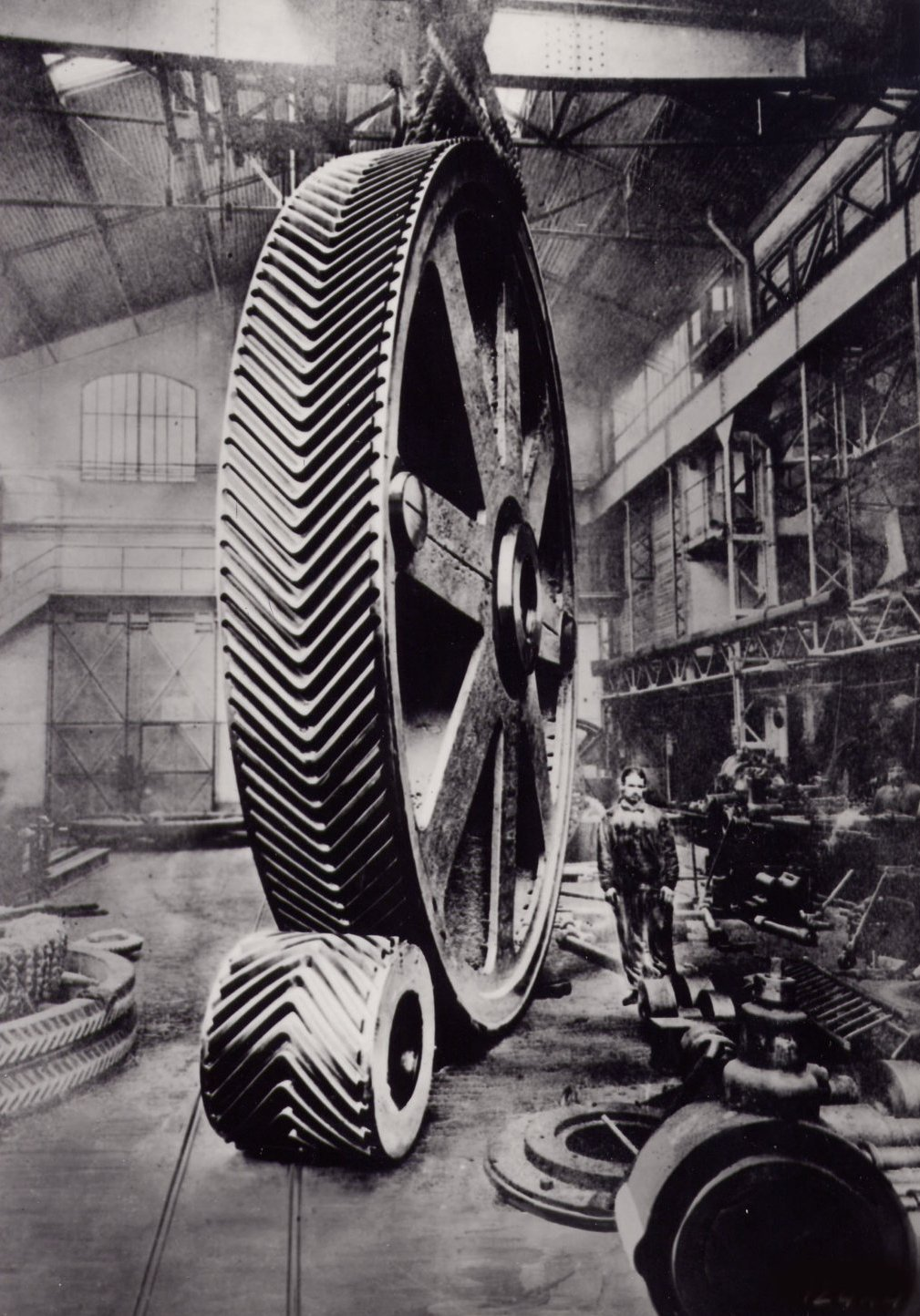
چرخ دنده هایی با شورون های دوتایی که مشهور بودند اساس آرم سیتروئن بود.

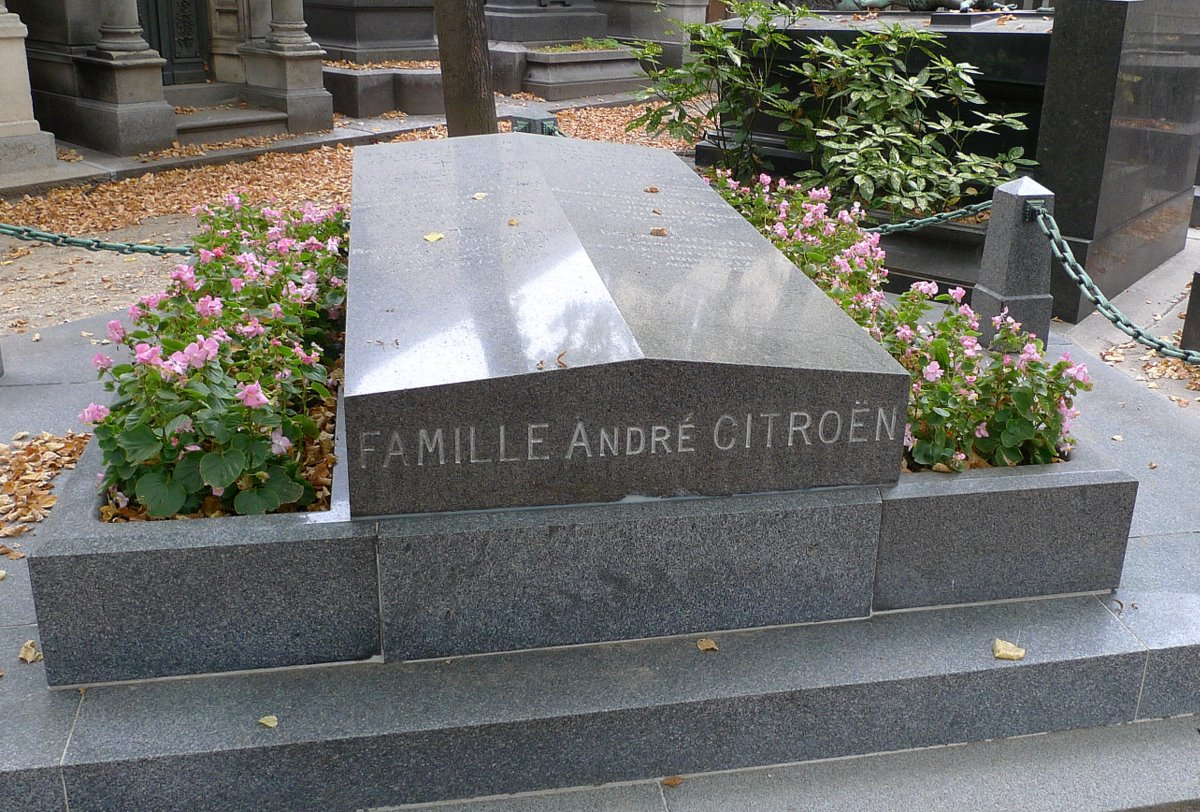
آرامگاه او در پاریس

آندره گوستاو سیتروئن (به فرانسوی: André-Gustave Citroën) (زادهٔ ۵ فوریهٔ ۱۸۷۸- مرگ ۳ ژوئیهٔ ۱۹۳۵) صنعت‌کار فرانسوی بود. نام‌آوری او بیشتر از برای خودروی -که به نامش سیتروئن شناخته می‌شود- می‌باشد. او طراح چرخ مارپیچی دوبل بود.

## زندگی
او پنجمین فرزند یک بازرگان الماس فرانسوی بنام لوی سیتروئن و همسرش ماشا بود. وی خویشاوند سر آلفرد جی آیر فیلسوف انگلیسی بود.
خانوادهٔ سیتروئن در ۱۸۷۳ به پاریس کوچیدند. هنگامی که آندر ۶ساله بود پدرش خودکشی کرد. آندره سیتروئن در ۱۹۰۰ دانش‌آموختهٔ مدرسه پلی‌تکنیک گردید. در خلال جنگ جهانی اول او مسئول تولید انبوه جنگ‌افزار گردید. در ۱۹۱۹ او کارخانهٔ خودروسازی سیتروئن را پی‌ریخت، با رهبری او این کارخانه در آغاز دههٔ ۱۹۳۰ میلادی چهارمین کارخانهٔ بزرگ تولید خورو جهان گردید.
وی در ۱۹۳۵ بر اثر سرطان معده در پاریس درگذشت و در گورستان مون‌پارناس به خاک سپرده‌شد. در ۱۹۹۲ پارک آندره سیتروئن به افتخار او نام‌گذاری شد.